# Digital (Did You Tell)
«Digital (Did You Tell)» —en español: Digital (Dijiste) —es una canción de la banda estadounidense de hard rock, Stone Sour. Fue el tercer corte de difusión de su tercer álbum de estudio Audio Secrecy.
Alcanzó el puesto #33 en el Billboard Rock Songs

## Contenido
Corey Taylor acerca de "Digital (Did You Tell"):

En esta canción hablamos de las personas que se quedan conectadas en línea durante semanas. Muchos amigos mios son yonquis de internet. Es una buena canción de rock con fuerza y tiene una parte progresiva en el medio que es una de las cosas que más me gustan que ha hecho Jim Root.

## Videoclip
El video fue dirigido por Paul R. Brown, y fue estrenado el 4 de noviembre de 2010

## Listado de canciones
| CD, Single, Promo |                                       |          |  |
| N.º               | Título                                | Duración |  |
| 1.                | «Digital (Did You Tell)» (Radio Edit) | 03:22    |  |